# Old Blind Dogs
Old Blind Dogs je skotská hudební skupina hrající tradiční irskou a keltskou hudbu. Tři zakládající členové kapely se poprvé setkali v roce 1990. Sestava skupiny se později několikrát proměnila. První album s názvem New Tricks vydala v roce 1992 a následovala řada dalších. V letech 2004 a 2007 byla skupina označena za folkovou skupinu roku (ocenění Scots Trad Music Awards). Mimo Spojené království vystupovala také v Dánsku, Německu či Španělsku.

## Diskografie
- New Tricks (1992)
- Close to the Bone (1993)
- Tall Tails (1994)
- Legacy (1995)
- Five (1997)
- Live (1999)
- The World's Room (1999)
- Fit? (2001)
- The Gab o Mey (2003)
- Play Live (2004)
- Four on the Floor (2007)
- Wherever Yet May Be (2010)